# صموئيل أو. برنتيس
صموئيل أو. برنتيس (بالإنجليزية: Samuel O. Prentice)‏ هو قاضي ومحامي أمريكي، ولد في 8 أغسطس 1850، وتوفي في 2 نوفمبر 1924.